# 하트만산얼룩말
하트만산얼룩말(Hartmann's mountain zebra)은 남서쪽 앙골라와 서부 나미비아에서 발견된 산얼룩말의 아종이다. 하트만산얼룩말은 7-12마리의 소규모 집단으로 사는 것을 선호한다. 그들은 민첩한 등반가이며 건조한 환경과 가파른 산악지대에서 살 수 있다.
하트만산얼룩말은 케이프산얼룩말과는 다른 종으로 여겨져야 한다고 주장되었지만, 이것은 유전적 증거에 의해 뒷받침되지 않는다. 결과적으로, 그것은 더 이상 세계의 포유류 종으로 여겨지지 않는다.

## 묘사
하트만산얼룩말은 목에 뚜렷한 이슬방울이 매달려 있으며, 발굽까지 줄무늬가 있고 흰 배를 가지고 있는 반면, 비슷한 모양의 산얼룩말 종들은 무릎까지 줄무늬가 있으며 완전히 하얀 배를 가지고 있지 않다.

## 서식지 및 행동
그들은 민첩한 등반가들이며 건조한 환경과 가파른 산악 지대에서도 살 수 있다.
하트만산얼룩말은 최소 3마리에서 최대 12마리까지 작은 무리를 지어 사는 것을 선호한다. 무리는 한 마리의 종마와 잠재적으로 많은 암말로 구성된 번식 무리이거나 주로 젊은 수컷으로 구성된 총각 무리일 것이다. 번식 무리 내에서 망아지로 자란 어린 수컷은 일반적으로 24개월 정도의 어린 나이에 쫓겨나며, 그 후 5년 이내에 자신의 번식 무리의 종마가 될 수 있다. 두 번식 무리가 서로 접촉하면 각 종마는 정교한 자세를 취하며 의식을 치르게 된다.